# Iakovleve, Berezivka
Iakovleve (în ucraineană Яковлеве) este un sat în comuna Striukove din raionul Berezivka, regiunea Odesa, Ucraina.

## Demografie
Componența lingvistică a localității Iakovleve
     Ucraineană (100%)
Conform recensământului din 2001, toată populația localității Iakovleve era vorbitoare de ucraineană (100%).